# Constant Tchouassi
Constant Tchouassi est un ancien joueur franco-camerounais de volley-ball, né le 21 octobre 1978 au Cameroun. Il mesure 1,91 m et jouait réceptionneur-attaquant.

## Biographie
Si Constant a longtemps tapé dans le ballon au pied, dans son pays d'origine, avec notamment son meilleur ami, Jérémie Njock, aujourd'hui footballeur professionnel passé par Brest en 2006, et Salomon Olembe, international qui a fait les beaux jours du FC Nantes et de l'OM, le terrain de volley, qui jouxte la pelouse de football, attire son regard, avant de véritablement s'investir dans cette discipline.
Après une expérience difficile au Qatar, en 1999/2000 bien qu'il ait été élu meilleur joueur étranger du championnat, le contraste entre ses origines camerounaises modestes et les fastes de la vie qatari est trop importante, il rejoint la France et Le Plessis-Robinson, qui lance définitivement sa carrière professionnelle.
Reconnu dans l'hexagone comme dans son pays, il prend le capitanat de la sélection camerounaise juniors, avant de devenir vice-capitaine, à 20 ans, chez les seniors. Deux fois meilleur joueur de son pays il a été international à 94 reprises.
Au sein de sa carrière, le Franco-Camerounais a joué avec quelques grands noms : Élysée Ossosso qui était son idole d'enfance et qu'il a eu la chance de côtoyer en sélection et en club à Orange, mais également Mariusz Szyszko, Hudima, Ivan Knezevic, Jean Merlin NZiemi, Rafael Pascual ou Ndaki Mboulet... Ainsi que le russe Serguey Sayfulin dont il est resté très proche. En 2006, alors qu'il évolue à Saint-Brieuc, il obtient le “Menhir d'Or” (sportif de l'année en Bretagne), et son portrait illustre deux pans du mur de la salle omnisports de Steredenn.
À 31 ans, Constant a encore de belles années devant lui et aspire à connaître désormais une nouvelle expérience à l'étranger, sportive et culturelle. Passionné, il a toujours su faire l'unanimité auprès de ses coéquipiers, dans tous les clubs, sur le terrain comme en dehors. Mettant constamment ses qualités techniques et physiques au service de son équipe, il connaît l'importance du collectif pour mener à bien les ambitions de sa formation. Joueur intelligent, sa force de caractère lui permet également de tirer régulièrement son épingle du jeu, même dans les moments difficiles.
Pour la saison 2011-2012
Constant Tchouassi est nommé entraîneur-joueur du Mende Volley-Ball. En 2013, il est nommé parmi les 50 personnalités qui font la Lozère. A l'issue de la saison 2013-2014, le Mende Volley-Ball du Coach Tchouassi accède en Elite (National 1)
Le Franco-Camerounais termine sa carrière de joueur au Mende Volley Lozère, lors de la saison 2010-2011. Et alors qu’il se destinait à devenir préparateur physique pour sportifs de haut niveau, une opportunité lui a permis de reprendre les rênes de l’équipe du Mende Volley Lozère, cette fois-ci en tant que coach. Pour la saison 2011-2012 donc, Constant Tchouassi est nommé entraîneur du Mende Volley-Ball. En parallèle, il passe ses diplômes d’entraîneur. Et très rapidement, cette nouvelle mission est une révélation pour le jeune coach. Preuve de sa réussite dès ses débuts, il est, en 2013, nommé parmi les 50 personnalités qui font la Lozère. D’autant qu’à l'issue de la saison 2013-2014, une nouvelle consécration l’attend : le Mende Volley-Ball du Coach Tchouassi accède en Elite (National 1).
Les exploits vont se poursuivre tout au long de son passage dans le club mendois. Lors de la saison 2015-2016, son équipe remporte le championnat de France de N2, et la saison suivante, la Coupe de France fédérale (coupe amateur).
Lors de la saison 2017-2018, du fait de sa victoire en coupe de France amateur, le club est invité à participer à la Coupe de France professionnelle. Pour leur entrée en lice en 16e de finale, les Mendois réalisent un premier exploit en éliminant l'AS Orange Nassau (ligue B). Exploit réédité lors du tour suivant face au Nice VB. Le MVL devient ainsi, conjointement avec le Martigues VB, la première équipe de troisième niveau à se qualifier pour un quart de finale de la compétition. Le MVL est cependant éliminé en quart par le Tourcoing LM (futur vainqueur de l'épreuve).
Le club accède au niveau professionnel pour la première fois de son histoire lors de la saison 2018-2019, en étant promu de Ligue B. Le Mende Volley Lozère est le petit poucet du championnat, le plus petit budget et les talents de Constant Tchouassi pour dénicher les potentiels sont gagnants. L’équipe se maintient à l’issue de la saison et progresse rapidement. Elle atteint les demi-finales des play-off d’accession à la Ligue A dès la saison 2020-2021, mais s’incline face à Saint-Nazaire (futur pensionnaire de Ligue A). La saison suivante est plus compliquée mais un très bon recrutement du coach Franco-Camerounais permet à l’équipe de se relever l'année suivante. Les volleyeurs mendois terminent en effet premier de la saison régulière 2022-2023 et échouent en finale face à Saint-Jean-d’Illac. Et le coach est récompensé de cette année faste, en remportant le trophée de meilleur entraîneur de l’année 2022-2023.
Constant Tchouassi décide alors, après onze ans à la tête du Mende Volley Lozère, de chercher un nouveau défi. Il aura marqué le seul club professionnel lozérien par son humanisme, son implication dans le club et sa philosophie de jeu. Et il a su former des équipes performantes avec peu de moyens financiers : des qualités qui démontrent sa capacité à révéler des talents et dénicher des joueurs qui sortent des radars mais à très haut potentiel. Fort de cette expérience au Mende Volley Lozère, il s’est créé une grosse base de données sur de nombreux joueurs de tout le globe.

### Vie privée
Constant Tchouassi a trois enfants. Son fils aîné, Terell Tchouassi, suit ses traces et est un volleyeur très prometteur. Il est, à seulement 17 ans, joueur international en équipe de France U19. Et il a également joué une saison en Ligue B, au Mende Volley Lozère, en 2022-2023.

## Clubs
| Club                | Pays      | De                 | À             |
| ------------------- | --------- | ------------------ | ------------- |
| AES Sonel           | Cameroun  | 1996-1997          | 1998-1999     |
| Al-Ahli             | Qatar     | 1999-2000          | 1999-2000     |
| Plessis-Robinson VB | France    | 2000-2001          | 2000-2001     |
| TV Biendenkopf      | Allemagne | 2001-2002          | 2001-2002     |
| Club Alès CVB       | France    | 2002-2003          | 2002-2003     |
| VBC Carladez        | France    | 2003-2004          | 2003-2004     |
| LISSP Calais        | France    | 2004-2005          | 2004-2005     |
| Saint-Brieuc CAVB   | France    | 2005-2006          | 2006-2007     |
| Chaumont VB 52      | France    | 2007-2008          | décembre 2009 |
| AS Orange Nassau    | France    | décembre 2009-2010 | 2009-2010     |
| Mende Volley-Ball   | France    | 2010-2011          |               |

## Palmarès (Joueur)
- Championnat du Cameroun (1)
  - Vainqueur : 1999
- Coupe du Cameroun (2)
  -  : 1997
  - :  1999
  - Meilleur Joueur du Cameroun 1997 et 1999
- Championnat d'Allemagne de volley-ball masculin (3)

 : Essen Pokal Tv Biedenkopf : 2002  
- Championnat de France de volley-ball masculin (4)
  -   Champion de France de Nationale1: 2003 Club Alès en Cévennes Volley-Ball
  -  Champion de France Pro B : 2006 Goëlo Saint-Brieuc Côtes d'Armor
  - 2010-2011 Accession en Nationale1 Mende Volley-Ball

- Équipe du Cameroun de volley-ball
  -  Médaille d'Or aux Jeux Africain  à 1999 Afrique Du Sud
  -  Médaille de Bronze aux Jeux Africain 2003 Abuja Nigeria (Meilleur Attaquant)
  -  Médaille de Bronze au championnat d'Afrique des nations 2003
  -  Médaille de Bronze au championnat d'Afrique des nations  2005 En Egypte
  - Meilleur attaquant aux Jeux Africains 2003 à Abuja au Nigeria

## Entraîneur
| Clubs               | Pays        | De         | À         |
| ------------------- | ----------- | ---------- | --------- |
| Mende Volley Lozère | France      | 2011- 2012 | 2022-2023 |
| VfB Friedrichshafen | - Allemagne | 2023-2024  |           |
| VCA Amstetten NÖ    | Autriche    | 2024-2025  | ....      |

## Palmarès (Entraîneur)

### Championnat de France
- Champion de France de Nationale 2. : 2016
- Champion Elite : 2017
- Champion de France Pro B  saison régulière
- Champion de France Pro B

Coupe de France fédérale
- : 2017

## Honneurs
En 2013 Constant Tchouassi a été élu par Midi Libre un journal quotidien régional français parmi les 50 personnalités qui font la Lozère. 